# Полтавський просвітницький будинок імені Миколи Гоголя
Полтавський просвітницький будинок імені Миколи Гоголя — просвітницький будинок у Полтаві, споруджений у 1901 році за проектом петербурзького архітектора Олексія Трамбицького. Будівля мурована, витримана у стилі неоренесансу. Головне приміщення — прямокутна у плані глядацька зала з балконами і ложами, оркестровою ямою і компактною сценічною коробкою. Названий на честь Миколи Гоголя — російського прозаїка, драматурга, поета, історика українського походження.

Просвітницький будинок імені Миколи Гоголя, початок XX століття

До відкриття будинку було поставлено виставу «Ревізор» за Миколою Гоголем. Театральну завісу розписав Григорій Мясоєдов.
Полтавський просвітницький будинок пов'язаний з багатьма пам'ятними подіями у житті міста.
У лютому 1902 року під час спектаклю трупи Перовського, що давала п'єсу Льва Толстого «Влада пітьми», відбулася маніфестація на підтримку письменника, відлученого від церкви.
30—31 серпня 1903 року тут відбулися урочистості з нагоди відкриття пам'ятника Івану Котляревському, в яких взяли участь Леся Українка, Олена Пчілка, Панас Мирний, Михайло Коцюбинський, Василь Стефаник, Михайло Старицький, Микола Лисенко, Володимир Самійленко, Степан Васильченко, Борис Грінченко, Олександра Єфименко, Микола Садовський, Марко Кропивницький, Іван Карпенко-Карий та інші.
У 1906 році виставою Івана Карпенка-Карого «Мартин Боруля» розпочав роботу стаціонарний український театр М.К. Садовського. На сцені Полтавського просвітницького будинку виступали також корифеї українського театру Іван Тобілевич, Марко Кропивницький, Марія Заньковецька; російські драматичні артисти Марія Єрмолова, Леонід Собінов, М. Г. Савіна, Віра Коміссаржевська; у 1903 і 1911 роках виступав Микола Лисенко. У 1909 році на гастролі приїжджав пересувний театр П. Гайдебурова і Н. Скальської. Восени 1909 року поставлено під керівництвом Григорія Мясоєдова «Живые картины» до поеми Тараса Шевченка «Катерина».
У 1911—1918 роках при театрі діяв Полтавський музично-драматичний гурток, давало вистави Полтавське українське драматичне товариство. У 1920 і 1925 роках у будинку виступав Анатолій Луначарський, у 1921 р. — Григорій Петровський, двічі (у 1913 і 1926 роках) — Володимир Маяковський. У 1919—1929 роках давав вистави Полтавський оперний театр. У 1936 році тут розмістився Полтавський український музично-драматичний театр імені Миколи Гоголя.
У 1941—1943 роках будинок було зруйновано, у повоєнні роки відновлено у первісних архітектурних формах з пристосуванням під кінотеатр «Колос».
У 2003 році на фасаді будівлі встановлена меморіальна дошка Володимиру Гайдарову — радянському актору театру і кіно, лауреату Сталінської премії за фільм «Сталінградская битва». Дошка встановлена на честь 110-річчя від дня народження актора.

## Кінотеатр Колос
Кінотеатр «Колос» — відкрито у 1961 році в Полтавському просвітницькому будинку імені Миколи Гоголя. Червоний і синій зали кінотеатру вміщували 864 глядачі. У 1941—1943 роках будинок було зруйновано, у повоєнні роки відновлено у первісних архітектурних формах з пристосуванням під кінотеатр.
У 2012-2014 роки кінотеатр не працював. Із 2016 року називається «Wizoria Колос».